# Frances River (Liard River)
Der Frances River ist ein linker Nebenfluss des Liard River im Süden des kanadischen Yukon-Territoriums.

## Flusslauf
Der Frances River bildet den Abfluss des Frances Lake. Er fließt in südlicher Richtung. Er passiert den Ort Tuchitua, an welchem die Nahanni Range Road vom Yukon Highway 4 (Robert Campbell Highway) abzweigt. Der Yukon Highway 4 verläuft ein Stück parallel zum Flusslauf, bevor er den Fluss etwa 25 km vor der Mündung überquert und nach Watson Lake weiterführt. Der Frances River mündet 25 km nordwestlich von Watson Lake in den Liard River. Das Flusstal des Frances River trennt die östlich gelegenen Selwyn Mountains von den westlich gelegenen Pelly Mountains.
Der Frances River hat eine Länge von etwa 152 km. Am Pegel an der Highway-Brücke beträgt der mittlere Abfluss 157 m³/s. An dieser Stelle umfasst das Einzugsgebiet eine Fläche von 12.800 km².
Der Frances River ist ein Wildwasserkanugewässer, das mit einer einwöchigen Tour befahren werden kann. Die Stromschnellen sind hauptsächlich vom Schwierigkeitsgrad I. Es gibt aber einige der Schwierigkeitsklasse III.